# Todis
Die Todis (Todus) sind eine auf den Großen Antillen vorkommende Vogelgattung und die einzige rezente Gattung der kleinen Familie der Todis (Todidae) in der Ordnung der Rackenvögel (Coraciiformes).

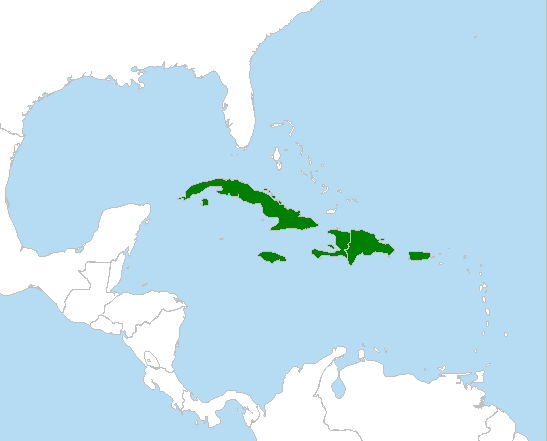
Das Verbreitungsgebiet der Todis: Die Großen Antillen

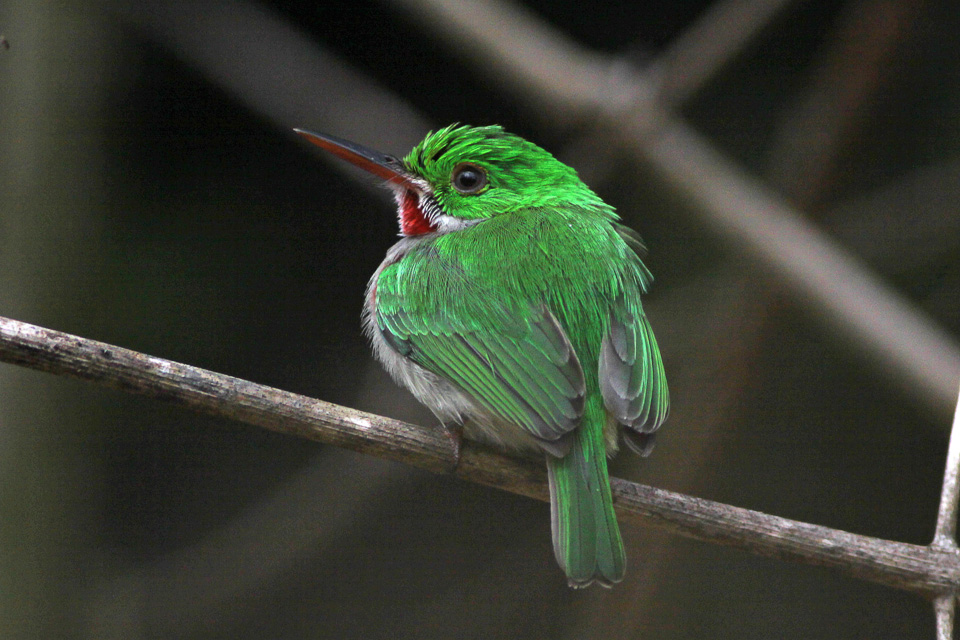
Breitschnabeltodi (Todus subulatus)

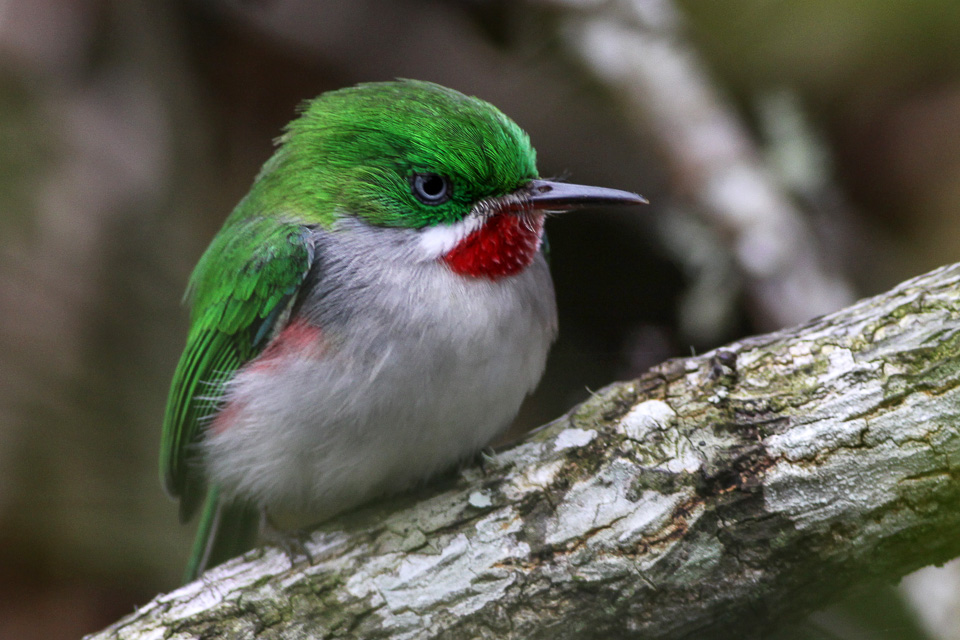
Schmalschnabeltodi (Todus angustirostris)

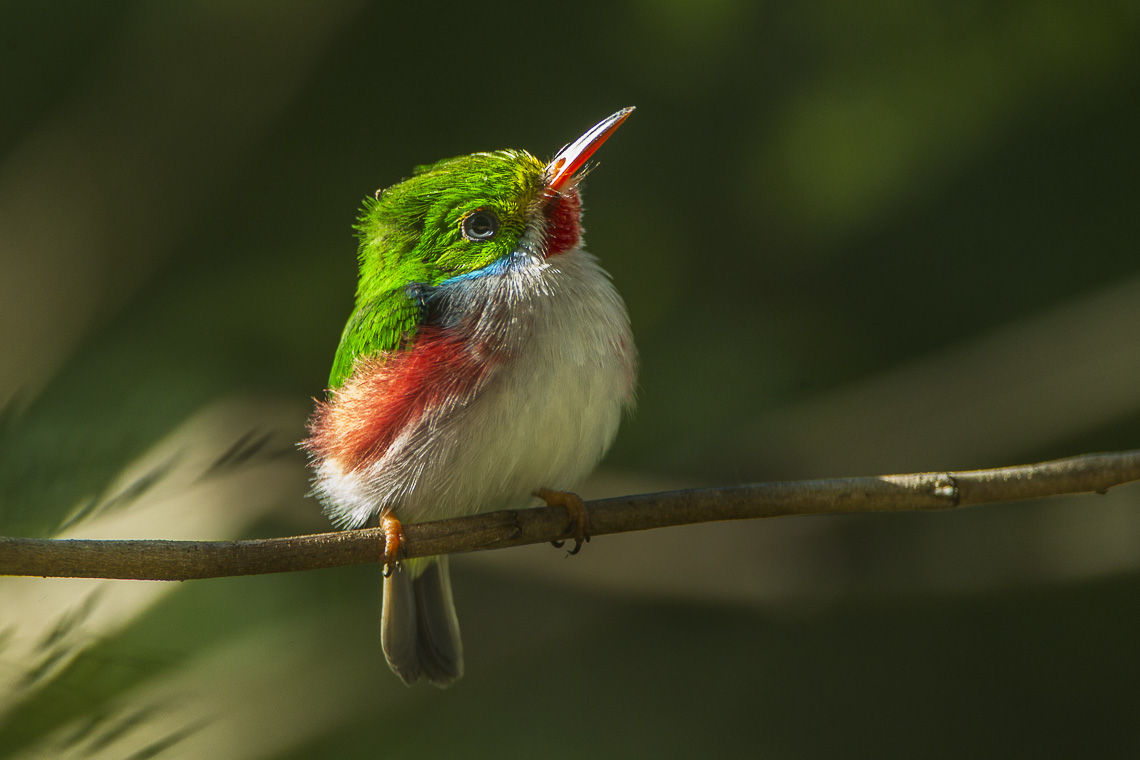
Vielfarbentodi (Todus multicolor)

## Merkmale
Todis sind sehr klein, aber stämmig mit einem rundovalen Körper. Der Kopf ist relativ zum Rumpf groß, der Hals ist kurz und dick. Der Schnabel ist lang, gerade und abgeflacht, der Schwanz ist mittellang. Die Flügel sind kurz und am Ende abgerundet. Die Beine sind kurz, die Zehen mittellang. Das Federkleid ist auf der Oberseite vorwiegend grün, am Kehlbereich rot und auf der Bauchseite weißlich oder gelblich und an den Seiten oft pinkfarben. Äußerlich unterscheiden sich Männchen und Weibchen kaum. Die Jungtiere sind jedoch matter, oft ist die Kehle nicht oder nur schwach rot gefärbt. Die Färbung der Flanken variiert bei den verschiedenen Arten. Manche Arten weisen unter den Ohren bläuliche Flecken auf.

## Lebensraum und Lebensweise
Alle Todiarten leben in Wäldern und halten sich bevorzugt in Bereichen mit dichtem Bewuchs auf. Die zwei auf Hispaniola vorkommenden Arten halten sich in verschiedenen Höhenstufen auf. Wie die Fliegenschnäpper fangen sie ihre Beute, die überwiegend aus Insekten besteht, von einem Ansitz aus in der Luft.  Beim Fliegen erzeugen sie mit ihren kurzen Flügeln ein schwirrendes Geräusch. Manchmal suchen sie auch die Unterseite von Blättern nach Beute ab.
Todis sind monogam und die Männchen sind ausgesprochen territorial. Ihre Nester legen sie in lehmigen Erdhängen oder in Uferböschungen an. Dabei graben sie mit dem langen, flachen Schnabel einen langen Gang, der bis zu 50 Zentimeter tief reicht. Am Ende dieses Ganges befindet sich die Brutkammer. Selten wird auch in alten Spechthöhlen gebrütet. Die zwei bis vier weißen Eier werden von beiden Altvögeln ausgebrütet. Sie sind sehr groß und ihr Gewicht kann ein Viertel des Gewichtes des Weibchens betragen. Die Brutzeit liegt bei 21 bis 22 Tagen. Die Nestlinge schlüpfen nicht synchron. Sie sind zunächst unbefiedert, entwickeln erste Federn aber innerhalb der ersten Lebenswoche. Bei der Aufzucht der Nestlinge beteiligen sich beide Elternvögel. An manchen Nestern des Gelbflankentodis wurden weitere Altvögel gesichtet, die bei der Fütterung des Nachwuchses halfen. Bis zum Flüggewerden vergehen ca. drei Wochen. Die Jungvögel werden etwa drei weitere Wochen lang von den Eltern gefüttert.
Anders als viele andere Inselvögel, die durch Lebensraumzerstörung und durch das Einschleppen fremder Arten oft stark dezimiert wurden, sind Todis immer noch häufig.

## Gattungen und Arten
Die fünf heute noch existierenden Arten der Todis werden allesamt in die Gattung Todus gestellt. Darüber hinaus sind Fossilien einer weiteren, ausgestorbenen Gattung in oligozänen Ablagerungen Wyomings sowie in Ablagerungen aus dem Oligozän und Eozän Frankreichs und Deutschlands bekannt:
- Todus
  - Breitschnabeltodi (Todus subulatus G. R. Gray, 1847) – Der Breitschnabeltodi kommt auf Hispaniola vor. Er besitzt einen rosa und gelb gefärbten Bauch und einen dicken Schnabel. Der Unterschnabel ist rot gefärbt.
  - Gelbflankentodi oder Portoricotodi (Todus mexicanus Lesson, 1838) –  Der Gelbflankentodi hat hellgelbe Flanken und kommt auf Puerto Rico vor. Der männliche Vogel hat eine grau – schwarze Iris, der weibliche Vogel hingegen besitzt eine weiße Iris.
  - Grüntodi oder Jamaikatodi (Todus todus (Linnaeus, 1758)) – Der Grüntodi unterscheidet sich von den anderen Arten durch den leichten Grünton auf seiner Brust. Die Einheimischen nennen ihn robin redbreast.
  - Schmalschnabeltodi (Todus angustirostris Lafresnaye, 1851) – Die Brust des Schmalschnabeltodis ist weißlich gefärbt. Sein Schnabel ist relativ dünn. Die Spitze des Unterschnabels ist schwarz gefärbt. Der Schmalschnabeltodi lebt auf Hispaniola.
  - Vielfarbentodi (Todus multicolor Gould, 1837) – Der Vielfarbentodi bewohnt Kuba.

- † Palaeotodus
  - † Palaeotodus emryi Olson, 1976
  - † Palaeotodus escampsiensis Mourer-Chauviré, 1985
  - † Palaeotodus itardiensis Mourer-Chauviré, 1985